# Коваленко Микола Павлович
Микола Павлович Коваленко (народився 1 січня 1937) — український учений-фізик. Доктор фізико-математичних наук, професор. Академік АН ВШ України з 1993 р.

## Біографія
Народився в м. Суми. У 1954 р. закінчив зі срібною медаллю середню школу. У 1954 р. вступив на фізико-математичний факультет Одеського державного університету ім. І. І. Мечникова, який закінчив з відзнакою у 1959 р. У 1967 р. захистив дисертацію на здобуття наукового ступеню кандидата фізико-математичних наук. В 1983 р. захистив докторську дисертацію (Ленінград). Після закінчення аспірантури працював на різних посадах в Одеському національному університеті. У 1985 р. обраний завідувачем кафедри фізичної електроніки. У 1988—2002 рр. — перший проректор Одеського національного університету ім. І. І. Мечникова. З 2002 р. працює у Міжнародному гуманітарному університеті, спочатку на посаді першого проректора, з 2004 р. — ректора.
На виборах до Одеської обласної ради 2015 року балотувався від Української морської партії Сергія Ківалова. На час виборів проживав в Одесі, працював завідувачем кафедри менеджменту Міжнародного гуманітарного університету.

## Наукова діяльність
Автор понад 120 статей в наукових журналах, 6 монографій. Під його керівництвом захищені 6 кандидатських дисертацій. Був науковим консультантом по докторській дисертації, захищеній в 1999 р.
Упродовж багатьох років був Головою Одеського фізичного товариства, членом Ради з фізики рідин МОН України, членом експертної ради з фізики ВАК України, входив до складу спеціалізованих вчених рад по захисту докторських та кандидатських дисертацій. У 1996 р. виграв грант Соросівського професора. З 1994 р. активно займається науковою роботою в галузі менеджменту, бере участь у створенні концепції розвитку цього напряму в Україні і консолідації навколо нього кадрів нової генерації. Враховуючи значний внесок в становлення в Україні менеджменту як наукового і навчального напряму, в 2004 р. його обрано членом Ради Української асоціації з розвитку менеджменту та бізнес-освіти.

## Нагороди
Нагороджений знаком «Відмінник освіти України» (1997). Неодноразово нагороджувався грамотами, в тому числі від обласної держадміністрації. В 2004 р. присвоєно почесне звання «Заслужений діяч науки і техніки України».